# هانس ونتورف
هانس ونتورف (انگلیسی: Hans Wentorf; ۶ آوریل ۱۸۹۹ – ۱ ژانویهٔ ۱۹۷۰) بازیکن فوتبال اهل آلمان بود.
از باشگاه‌هایی که در آن بازی کرده‌است می‌توان به اشاره کرد.
وی همچنین در تیم ملی فوتبال آلمان بازی کرده‌است.